# Motorowodne Mistrzostwa Świata w klasie T-550 2010
Motorowodne Mistrzostwa Świata w klasie T-550 2010 – zawody motorowodnych mistrzostw świata w klasie T-550, które zostały rozegrane w dniach 4 - 5 września 2010 roku w Zbąszyniu, nad jeziorem Błędno. Mistrzem świata w klasie T-550 został Marcin Mucha, wicemistrzem Michał Gembiak, a trzecie miejsce zajął Estończyk Art Raudva, który ostatecznie został zdyskwalifikowany, a jego miejsce zajął Marcin Gembiak. Udział wzięło 48 zawodników z 9 krajów.

## Rezultaty[1][2]
| Miejsce | Zawodnik            | Pkt  | Poz. w wyścigach | Poz. w wyścigach | Poz. w wyścigach | Poz. w wyścigach | Uwagi                           |
| Miejsce | Zawodnik            | Pkt  | w. 1             | w. 2             | w. 3             | w. 4             | Uwagi                           |
| ------- | ------------------- | ---- | ---------------- | ---------------- | ---------------- | ---------------- | ------------------------------- |
| I       | Marcin Mucha        | 1100 | -                | 2                | 1                | 1                | Najlepszy czas: 10:39:94 (w. 3) |
| II      | Michał Gembiak      | 1100 | 1                | 1                | 2                | 3                | Najlepszy czas: 10:46:53 (w. 3) |
| n.d.    | Art Raudva          | 750  | 2                | 3                | 3                | 6                | dyskwalifikacja1                |
| III     | Marcin Gembiak      | 652  | 3                | 5                | 5                | 2                | -                               |
| IV      | Krzysztof Śniadecki | 465  | -                | 4                | 4                | 5                | -                               |
| V       | Tomas Morkunas      | 335  | 7                | 8                | 6                | 4                | -                               |
| VI      | Dimitrij Malkin     | 280  | b.d.             | b.d.             | b.d.             | b.d.             | -                               |
| ...     | ...                 | ...  | ...              | ...              | ...              | ...              | ...                             |
| XI      | Dariusz Nogaj       | 64   | b.d.             | b.d.             | b.d.             | b.d.             | -                               |
| ...     | ...                 | ...  | ...              | ...              | ...              | ...              | ...                             |
| XIV     | Łukasz Ciołek       | 31   | b.d.             | b.d.             | b.d.             | b.d.             | -                               |

1 - Art Raudva został zdyskwalifikowany w wyniku przeprowadzonych przez komisję techniczną zawodów, po czwartym wyścigu, szczegółowych kontroli technicznych sprzętu, w wyniku których okazało się, że silnik jego łodzi nie odpowiada wymaganym parametrom technicznym: kanały wydechowe zostały powiększone niezgodnie z homologacją.